# Anna Wechsler
Anna Wechsler, geb. Reußner (* 2. Oktober 1862 in Großaga; † 25. August 1922 in Annaberg) war eine deutsche Mundartautorin, die in erzgebirgischer Mundart publizierte.

## Leben
Anna Wechsler wurde in Großaga bei Gera geboren. Dort verlebte sie im Haus ihrer Großmutter den Großteil ihrer Kindheit. Nach Besuch der dreiklassigen Dorfschule kam sie wieder zu ihren Eltern, bis diese aus der Gegend von Saalfeld nach Chemnitz zogen. Hier besuchte sie eine Bürger- und eine Handelsschule. Ab 1883 war sie mit dem Annaberger Kaufmann Paul Wechsler verheiratet. Aus der Ehe stammt der Studienrat Paul Wechsler (1885–1939).
In Hochdeutsch verfasste sie Gelegenheitsgedichte für verschiedene Anlässe wie Verlobungen, Polterabende, Hochzeiten und Hochzeitsjubiläen, Kindtaufen und christliche Feste im Jahreskalender. Daneben schrieb und veröffentlichte sie Gedichte, Liedtexte und Erzählungen in erzgebirgischer Mundart. Laut der Kulturwissenschaftlerin Elvira Werner gilt Wechsler als erste Frau, die in erzgebirgischer Mundart publizierte. In ihrer Themenwahl aus Alltag und Tradition sowie der Darstellung typischer Personen ähnelt sie ihren männlichen Zeitgenossen. Neben kleinen Schwänken und Theaterstücken ließ sie mehrere Gedichtbände in lokalen Verlagen drucken. Die Anfang der 1920er Jahre im Annaberger Pöhlberg-Verlag erschienenen Titel wurden durch Rudolf Köselitz illustriert. Auch Hans Wittig-Friesen trug Illustrationen zu ihren Mundartbänden bei. Von Wechsler sind zwei Liedpostkarten im Albin-Meiche-Verlag nachweisbar (jeweils mit Vertonung durch Arno Lehmann): das Lied `s neue Haus bei Wiesentool über das Neue Haus bei Oberwiesenthal sowie das Kät-Lied über die Annaberger Kät.

## Werke (Auswahl)

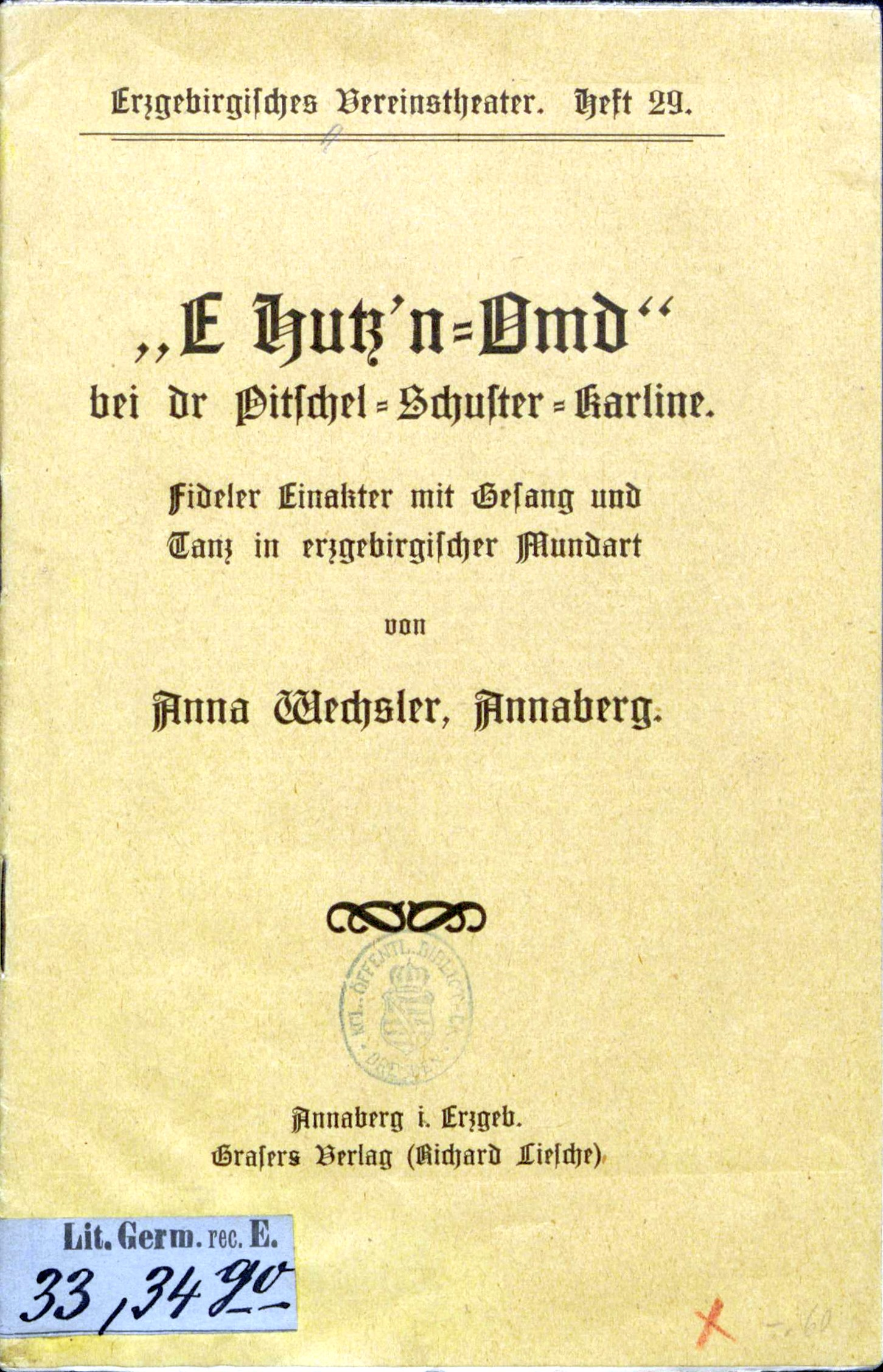
E Hutz'n Omd bei de Pitschel-Schuster-Karline (1914)

- In dr Hutznstub'. Ein Heimatbild aus dem Erzgebirge (= Erzgebirgisches Vereinstheater, Heft 21), Graser, Annaberg 1911. DNB 36302249X
- Gedichte und Vorträge, Trinksprüche und Anreden zu Silber- und goldenen Hochzeiten, Jubiläen, Geburtstagen, Vereins- und anderen festlichen Veranstaltungen für Erwachsene und Kinder, Graser, Annaberg 1913. DNB 364044772
- Gedichte und Vorträge für Verlobung, Polterabend und Hochzeit für Erwachsene und Kinder, Graser, Annaberg 1913. DNB 364044780
- Die Fräulein Studia oder moderne Zeit. Ein fideles Singspiel für Hochzeiten, Tanzstundenbälle und andere festliche Gelegenheiten (= Neue Szenen und lustige Theaterstücke, Nr. 1), Graser, Annaberg 1913. DNB 36302252X
- Im Dienstvermittlungs-Bureau. Humoristischer Vortrag für 2 Damen (= Neue Szenen und lustige Theaterstücke, Nr. 4), Graser, Annaberg 1914. DNB 363022406
- Minchen und Rickchen oder Der Besuch im Regenwetter. Humoristische Szene für 2 Damen – für jede Gelegenheit passend (= Neue Szenen und lustige Theaterstücke, Nr. 7), Graser, Annaberg 1914. DNB 363022511
- „E Hutz'n Omd bei de Pitschel-Schuster-Karline“. Fideler Einakter mit Gesang und Tanz in erzgebirgischer Mundart (= Erzgebirgisches Vereinstheater, Nr. 29), Graser, Annaberg 1914. (Digitalisat) DNB 363022481
- Typische Vorträge für Erzgebirgs- oder Hutz'n Abende für Vereins- und Familien-Festlichkeiten in erzgebirgischer Mundart (= Gedichte und Geschichten in erzgebirgischer Mundart, Heft 32), Graser, Annaberg 1918. DNB 363022538
- Blumen von Pöhlberg-Hang. Lustige Erzgebirgs-Geschichten, Graser, Annaberg 1919. DNB 578251736
- Heimatglocken. Lustige Erzgebirgs-Geschichten (= Pöhlbergbände, Nr. 1), Pöhlbergverlag, Annaberg 1920. (Digitalisat) DNB 363022449
- Blumen vom Pöhlberg-Hang. Lustige Erzgebirgsgeschichten  (= Pöhlbergbände, Nr. 2), Pöhlbergverlag, Annaberg 1920. DNB 363022392
- Felsquell und Tannenrausch. Lust'ge Erzgebirgs-Geschichten (= Pöhlbergbände, Nr. 7), Pöhlbergverlag, Annaberg 1921. DNB 363022414
- Durch Fensterlein und Schlüsselloch. Lustige Erzgebirgs-Erzählungen (= Pöhlbergbände, Nr. 9), Pöhlbergverlag, Annaberg 1922. DNB 363022422